# ET Большого Пса
ET Большого Пса (лат. ET Canis Majoris) — одиночная переменная звезда в созвездии Большого Пса на расстоянии (вычисленном из значения параллакса) приблизительно 49194 световых лет (около 15083 парсеков) от Солнца. Видимая звёздная величина звезды — от +14,5m до +13,1m.

## Характеристики
ET Большого Пса — пульсирующая переменная звезда, классическая цефеида (DCEP).